# Список претендентов на премию «Оскар» за лучший фильм на иностранном языке от Египта
Категория премии Американской академии кинематографических искусств и наук («Оскара») «за лучший фильм на иностранном языке» предназначена для награждения полнометражных фильмов, произведенных вне юрисдикции США и с преимущественно неанглийским языком или языками диалога. В качестве конкурсной «премии за заслуги» впервые появилась на 29 церемонии премии «Оскар», состоявшейся в 1957 году. Ранее, в 1948—1956 годах, иноязычные фильмы 8 раз награждались «почётным/специальным „Оскаром“». Награда вручается режиссёру, а официальным победителем является страна, фильм которой одержал победу.
Египет стал подавать фильмы на рассмотрение Американской академии в этой категории первым как среди арабских государств, так и среди стран африканского континента, начиная с 1958 года, когда туда был послан фильм «Каирский вокзал» Юсефа Шахина. С тех пор и по настоящее время Египтом (выступавшим вплоть до 1971 года как Объединённая Арабская Республика, позднее как Арабская Республика Египет) было подано 30 заявок на номинацию. Все заявленные фильмы были сняты на египетском диалекте арабского языка в качестве основного языка диалогов.
Рекордсменом по числу его фильмов, отобранных для номинации на «Оскар», является режиссёр Юсеф Шахин, обеспечивший заявки Египта в 1958, 1979, 1990 и 1997 годах. Кроме его четырёхкратного участия, ещё несколько режиссёров представлены в списке по два раза — Камаль эль-Шейх (заявки 1962 и 1976 годов), Хусейн Камаль (в 1965 и 1973), Саид Марзук (в 1972 и 1975), Дауд Абдель Сайед (в 1994 и 2010) и Мухаммед Хан (в 2007 и 2014 годах).
На настоящее время, ни один из заявленных Египтом фильмов не достиг шорт-листа или победы в номинации за лучший фильм на иностранном языке. Первым фильмом Египта, завоевавшим «номинацию» в любой категории «Оскара» вообще, стал в 2013 году документальный фильм «Площадь» режиссёра Джехан Нуджейм.

## Список фильмов
Ниже в таблице представлены кинокартины, заявленные Египтом на «Оскар» за лучший фильм на иностранном языке за историю его участие в этой категории. Для каждого фильма указаны год заявки (как правило, совпадающий с выходом в кинопрокат), оригинальное название с транскрипцией (по умолчанию на арабском языке; для двух картин совместной египетско-французской съёмки казаны также французские названия), использованное в заявке название на английском языке и режиссёр-постановщик. 
| Год фильма (церемония) | Русское название    | Оригинальное название (транскрипция)                                                    | Англоязычное название в заявке на номинацию | Режиссёр                   | Результат      |
| ---------------------- | ------------------- | --------------------------------------------------------------------------------------- | ------------------------------------------- | -------------------------- | -------------- |
| 1958 (31-я)            | Каирский вокзал     | باب الحديد‎ (Bāb al-Ḥadīd)                                                               | англ. Cairo Station                         | Юсеф Шахин                 | Не номинирован |
| 1959 (32-я)            | Зов горлицы         | دعاء الكروان‎ (Duea' al-karawan)                                                         | The Nightingale’s Prayer                    | Генри Баракат              | Не номинирован |
| 1960 (33-я)            | Подростки           | المراهقات‎ (Al-murahaqat)                                                                | Teenagers                                   | Ахмад Дыя эд-Дин           | Не номинирован |
| 1961 (34-я)            |                     | وا اسلاماه‎ (Wa Islamah)                                                                 | Love and Faith                              | Энрико Бомба, Эндрю Мартон | Не номинирован |
| 1962 (35-я)            |                     | اللص والكلاب‎ (Al-less wal-killab)                                                       | англ. Chased by the Dogs                    | Камаль эль-Шейх            | Не номинирован |
| 1964 (37-я)            | Мать невесты        | أم العروسة‎ (Om aleurusa)                                                                | Mother of the Bride                         | Атеф Салем                 | Не номинирован |
| 1965 (38-я)            | Невозможное         | المستحيل‎ (Al-mustahyl)                                                                  | The Impossible                              | Хусейн Камаль              | Не номинирован |
| 1966 (39-я)            | Каир-30             | القاهرة 30‎ (Al-Qahirat 30)                                                              | англ. Cairo 30                              | Салах Абу Сейф             | Не номинирован |
| 1970 (43-я)            |                     | المومياء‎ (Al-mummia)                                                                    | англ. The Night of Counting the Years       | Шади Абдель Салам          | Не номинирован |
| 1971 (44-я)            |                     | امرأة و رجل‎ (Imra’at wa-rajul)                                                          | A Woman and a Man                           | Хусам эд-Дин Мустафа       | Не номинирован |
| 1972 (45-я)            |                     | زوجتي و الكلب‎ (Zawjati wal-kalb)                                                        | англ. My Wife and the Dog                   | Саид Марзук                | Не номинирован |
| 1973 (46-я)            | Империя «М»         | إمبراطورية ميم‎ (Iimbraturiat Mim)                                                       | англ. Empire M                              | Хусейн Камаль              | Не номинирован |
| 1974 (47-я)            |                     |                                                                                         | Enslaved by the Past                        |                            | Не номинирован |
| 1975 (48-я)            | Требую решения!     | أريد حلاً‎ (Urid halaan)                                                                  | I Want a Solution                           | Саид Марзук                | Не номинирован |
| 1976 (49-я)            |                     | على من نطلق الرصاص‎ (Alaa min nutliq ar-rasas)                                           | англ. Whom Should We Shoot?                 | Камаль эль-Шейх            | Не номинирован |
| 1979 (52-я)            | Почему Александрия? | إسكندرية... ليه؟‎ (Iskandaria… lih?)                                                     | англ. Alexandria... Why?                    | Юсеф Шахин                 | Не номинирован |
| 1981 (54-я)            |                     | أهل القمة‎ (Ahl al-qimm)                                                                 | англ. People on the Top                     | Али Бадрахан               | Не номинирован |
| 1990 (63-я)            |                     | араб. اسكندرية كمان وكمان‎ (Iskandaria kaman wa-kaman) фр. Alexandrie Encore et Toujours | англ. Alexandria Again and Forever          | Юсеф Шахин                 | Не номинирован |
| 1994 (67-я)            |                     | أرض الاحلام‎ (Ard al-ahlam)                                                              | Land of Dreams                              | Дауд Абдель Сайед          | Не номинирован |
| 1997 (70-я)            | Судьба мудреца      | араб. المصير‎ (Al-massir) фр. Le Destin                                                  | Destiny                                     | Юсеф Шахин                 | Не номинирован |
| 2002 (75-я)            |                     | أسرار البنات‎ (Asrar al-banat)                                                           | The Secret of the Young Girl                | Магди Ахмед Али            | Не номинирован |
| 2003 (76-я)            |                     | سهر الليالي‎ (Sahr al-layali)                                                            | Sleepless Nights                            | Хани Халифа                | Не номинирован |
| 2004 (77-я)            | Я люблю кино        | بحب السيما‎ (Bihubb as-sima)                                                             | англ. I Love Cinema                         | Осама Фавзи                | Не номинирован |
| 2006 (79-я)            | Дом Якобяна         | عمارة يعقوبيان‎ (Imārat Yaʿqūbīān)                                                       | The Yacoubian Building                      | Марван Хамид               | Не номинирован |
| 2007 (80-я)            |                     | في شقة مصر الجديدة‎ (Fi shaqqat Misr al-Jadida)                                          | англ. In the Heliopolis Flat                | Мухаммед Хан               | Не номинирован |
| 2008 (81-я)            |                     | الجزيرة‎ (Al-jazeera)                                                                    | The Island                                  | Шариф Арафа                | Не номинирован |
| 2010 (83-я)            |                     | رسائل البحر‎ (Rasayil al-bahr)                                                           | англ. Messages from the Sea                 | Дауд Абдель Сайед          | Не номинирован |
| 2011 (84-я)            |                     | الشوق‎ (Ash-shuq)                                                                        | Lust                                        | Халид аль-Хагар            | Не номинирован |
| 2013 (86-я)            |                     | الشتا إللى فات‎ (Al-sheita iilla fat)                                                    | Winter of Discontent                        | Ибрахим аль-Батута         | Не номинирован |
| 2014 (87-я)            |                     | فتاة المصنع‎ (Fatat al-masnae)                                                           | Factory Girl                                | Мухаммед Хан               | Не номинирован |
| 2016 (89-я)            | Противостояние      | اشتباك‎ (Eshtebak)                                                                       | Clash                                       | Мохамед Диаб               | Не номинирован |
| 2017 (90-я)            | Шейх Джексон        | شيخ جاكسون‎ (Shaykh Jakisun)                                                             | Sheikh Jackson                              | Амр Салама                 | Не номинирован |
| 2018 (91-я)            | Судный день         | يوم الدين‎ (Yomeddine)                                                                   | Yomeddine                                   | Абу Бакр Шауки             | Не номинирован |